# Дубовці
Дубовці (словац. Dubovce, угор. Farkashelyvidovány) — село, громада в окрузі Скалиця, Трнавський край, Словаччина. Кадастрова площа громади — 8,46 км². Населення — 632 особи (за оцінкою на 31 грудня 2017 р.).
Перша згадка 1500 року.

## Населення
| Рік:            | 1994. | 2004.   | 2014.   | 2024.   |
| --------------- | ----- | ------- | ------- | ------- |
| Кількість осіб: | 655   | 675     | 639     | 623     |
| Різниця:        |       | +3,05 % | -5,33 % | -2,50 % |

| Рік:            | 2023. | 2024.   |
| --------------- | ----- | ------- |
| Кількість осіб: | 621   | 623     |
| Різниця:        |       | +0,32 % |